# 國泰城市投資
國泰城市投資有限公司，簡稱國泰城市投資（英語：CATHAY CITY INVESTMENTS LIMITED，港交所除牌時0206.HK），在1962年建立，也是在香港交易所主板上市，曾在香港經營房地產業務。當時是在1987年被百利保國際控股有限公司進行收購，前身為「國泰企業有限公司」。
而在1989年初，也就是農曆新年期間，組成國泰城市國際控股有限公司（茂基國際有限公司前身，已結業），則在百慕達註冊，但之後已被北方礦業股份有限公司（0433.HK）取代上市。

## 連結
- NorthMining.com.hk